# Nomioides iranellus
Nomioides iranellus är en biart som beskrevs av Pesenko 1983. Nomioides iranellus ingår i släktet Nomioides och familjen vägbin. Inga underarter finns listade i Catalogue of Life.